# Решетник, Евдокия Григорьевна
Евдокия Григорьевна Решетник (укр. Решетник Євдокія Григорівна; род. 14 марта 1903 или 1 [14] марта 1903, Кошмановка, Машевский район — 22 октября 1996, Киев) — советский и украинский зоолог, специалист по систематике и экологии слепышей и сусликов Украины, в 1939 году впервые для науки описала эндемика юга Украины песчаного слепыша.

## Биография
Евдокия Григорьевна Решетник родилась в Кошмановке Полтавской области в богатой крестьянской семье. Отец — Григорий Ефимович Решетник был «посмертно раскулачен» — умер до раскулачивания. С раннего детства Евдокия Решетник жила в Полтаве по улице Институтской у своей старшей сестры Маруси и её мужа — рабочего паровозоремонтных мастерских.
Окончив начальную школу, Евдокия сумела сдать экстерном экзамены за четыре класса гимназии и поступила в пятый класс. В 1918 году окончила седьмой класс Полтавской женской гимназии, и поступила на трехлетние педагогические курсы там же. После окончания курсов работала педагогом в Детском доме, а в 1920 году сдала экзамены в Институт народного образования в г. Полтава (ныне — Полтавский педагогический университет). С 1920 по 1924 года училась на биологическом факультете и одновременно работала учителем биологии в Детском доме. В институте она познакомилась и подружилась с будущими известными украинскими писателями Павлом Тычиной и Оксаной Иваненко. Там же встретила своего будущего мужа, в дальнейшем литературоведа Якова Андреевича Хоменко (1902—1993).
С 1931 по 1934 год Решетник училась в аспирантуре в НИИ зоологии при Харьковском государственном университете (с 1934 г. — «Харьковский филиал Всеукраинского зоолого-биологического института УАН»). Евдокия Григорьевна окончила аспирантуру в 1934 году и защитила научную работу. В мае 1935 года Евдокия Решетник переехала в Киев. Этот переезд был вызван переводом издательства, в котором работал муж Решетник, в новую столицу. Сначала семья два года жила в гостинице «Западная Украина» (после войны называлась «Октябрьская») по адресу по ул. Богдана Хмельницкого, 3. Затем семье дали комнату на улице Саксаганского, дом 137. В мае 1941 года Евдокия Решетник находилась в экспедиции в Кишинёве. В начале войны она сумела из экспедиции вернуться в Киев, а оттуда с академическим эшелоном, должна была эвакуироваться в Уфу. В Полтаве, через которую шёл этот эшелон, она должна была забрать из дома сестры сына, но из-за комендантского часа не смогла добраться до её дома. Эшелон ушёл из Полтавы до конца комендантского часа, и потому Евдокия Григорьевна решила остаться. Решетник с сыном находилась в Полтаве у своей сестры, когда немцы заняли Полтаву. В октябре 1941 вместе с сыном она вернулась в Киев.
После возвращения в Киев, Евдокия Григорьевна сначала была без работы, первые дни семья жили у ее коллеги — Н. В. Шарлеманя, на улице Короленко, 37. Во времена оккупации Киева немцами Е. Г. Решетник работала в Красном Кресте, в отделе помощи нуждающимся ученым, а также оказывала помощь пленным красноармейцам, находившимся в Дарницком концлагере. В феврале 1942 года Е. Г. Решетник вместе с другими сотрудниками Красного Креста арестовало гестапо, из застенков которого ей удалось выбраться только благодаря заступничеству профессоров С. Я. Парамонова и Н. В. Шарлеманя.
Почти сразу после войны начался период послевоенных репрессий всех оставшихся в зоне оккупации. Не обошли они и Евдокию Григорьевну, ее мужа и сына. Начались многочисленные заседания отделов, профкомов и парткомов, а также вызовы к следователям; учёную стали обвинять в сотрудничестве с врагами и оккупантами, в дружбе с ненадежными людьми (среди которых Парамонов и Шарлемань). 25 апреля 1951 года выписано постановление о её аресте. Решетник обвинили в том, что ее не расстреляло гестапо в 1942 году, что она не аплодировала на 70-летие вождя народов (к этому времени и муж, и сын были уже заключении): «Как же мне было ему хлопать…», — писала Решетник в своих воспоминаниях «Моя Оленіана». До этого на нее писали доносы и «коллеги». Решетник было предъявлено обвинение в том, что она «озлобленная мать и жена» и её этапировали в Черниговскую колонию, где она отбыла четыре года (1951—1955).
После смерти Сталина Е. Г. Решетник освободили, а в 1957 году она была реабилитирована. После освобождения работала районным энтомологом Киево-Святошинской СЭС (1955—1961). С 1961 года вернулась к работу в киевский Институт зоологии, где и работала в дальнейшем, вплоть до 1986 года.
Умерла 22 октября 1996 года, похоронена в Киеве на Совском кладбище.

## Комментарии
1. ↑  Украинские биографы Е. Г. Решетник предполагают, что руководителем её кандидатской диссертации мог быть выдающийся эколог Владимир Станчинский, работавший с марта 1931 по декабрь 1933 в Секторе экологии Зоолого-биологического института при Харьковском университете[2]. Однако прямые подтверждения данного предположения пока не найдены.  В конце 1933 года Станчинский и его ближайшие сотрудники (всего пятнадцать человек) были арестованы. В этой ситуации в 1934 году Евдокия Григорьевна указать имя опального ученого на титуле диссертации, как своего руководителя, не могла. Кто был указан, или диссертация была защищена без ссылок на руководителя — данных нет.